# Kevin Shirley
Kevin Shirley — também conhecido como “The Caveman” (“O Homem das Cavernas”) — é um produtor musical e engenheiro de mixagem sul-africano de vários artistas, como as bandas Black Country Communion, Iron Maiden, Journey, Rush, Led Zeppelin, Dream Theater, Marya Roxx,  Europe e Joe Bonamassa.
Nascido em 29 de junho de 1960 em Joanesburgo, na África do Sul, Kevin passou seus primeiros anos profissionais produzindo gravações de vários artistas sul-africanos de sucesso como Robin Auld, Juluka, Jonathan Butler, Leslie Rae Dowling, Steve Louw e Sweatband, bem como tocando e gravando com sua banda, The Council, que tinha como vocalista o lendário frontman sul-africano Brian Davidson.
Kevin se mudou para a Austrália em 1987 onde ele continuou a trabalhar com muitos artistas de sucesso australianos, como The Hoodoo Gurus, The Angels, Cold Chisel, Girl Monstar, Tina Arena, The Screaming Jets e Baby Animals. Após o sucesso de sua produção do primeiro álbum Silverchair, Frogstomp, Kevin Shirley mudou-se para os Estados Unidos.
Ele foi o engenheiro de som do DVD Led Zeppelin.